# L'Automne du Moyen Âge

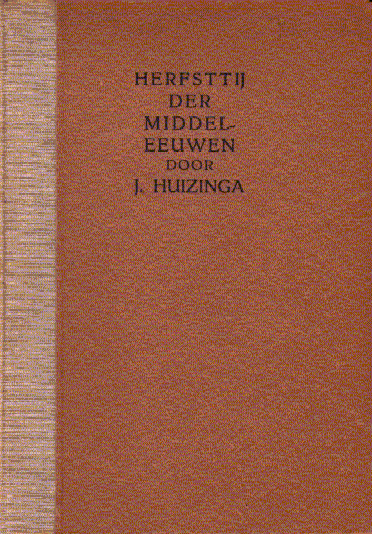
Couverture de l'édition originale.

L'Automne du Moyen Âge (ou Le Déclin du Moyen-Âge, sous-titré Une étude des formes de vie, de pensée et d'art en France et aux Pays-Bas aux XIVe et XVe siècles) est l’œuvre la plus connue de l'historien néerlandais Johan Huizinga. Publiée en 1919 sous le titre Herfsttij der Middeleeuwen, elle a été traduite en anglais et en allemand en 1924 et en français en 1932.

## Description
Dans ce livre, Johan Huizinga présente l'idée que la formalité exagérée et le romantisme de la société de cour à la fin du Moyen Âge constituaient un mécanisme de défense contre la violence et la brutalité sans cesse croissantes de la société en général. Il considère la période comme une période de pessimisme, d'épuisement culturel et de nostalgie, plutôt que de renaissance et d'optimisme.
Les travaux de Johan Huizinga ont été critiqués, en particulier pour s'être trop appuyés sur le cas particulier de la cour bourguignonne.
Une nouvelle traduction anglaise est parue en 1996 en raison des défauts reprochés à la première édition.